# Georg Maier (Musiker)
Georg Maier (* 26. April 1986 in Dudweiler) ist ein deutscher Gitarrist und Komponist.

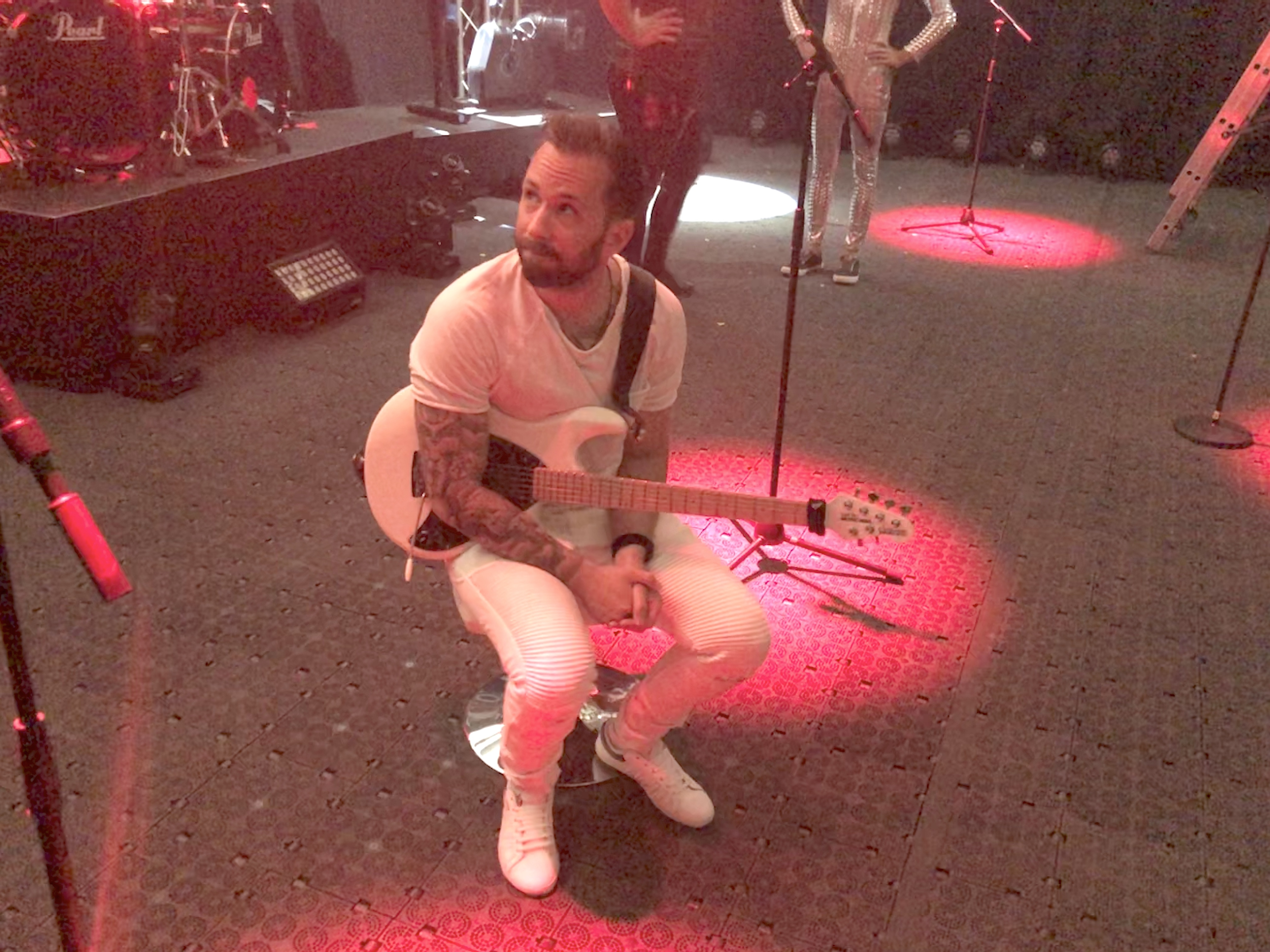
Georg Maier bei einem Videodreh 2020

## Karriere
Im Alter von 15 Jahren entdeckte Maier seine Leidenschaft zur Musik. Erste Schritte machte er mit Akustikgitarre und Tenor Banjo im Bereich Irish Folk. Im Alter von 17 Jahren führte dies zur ersten Band namens Extraschaft. 2009 wurde Maier Gitarrist der portugiesischen Popkünstlerin Silvia Dias.
Seit 2014 ist Maier offizieller Endorser der Gitarrenmarke Music Man.
Maier fungiert als und Sessionmusiker für zahlreiche Künstler wie Mr. Probz, Fools Garden und Beatrice Egli.
Seit 2020 ist Maier unter dem Künstlernamen Lotus Zander festes Bandmitglied von Guildo Horn und den Orthopädischen Strümpfen.

## Social Media
Unter dem Namen Gitarrenhacks zählt Georg Maier zu den erfolgreichsten deutschen Tik Tokern im Bereich Gitarre.

## Studiogitarrist und Komponist
Georg Maier ist ebenfalls als Studiogitarrist für Produzenten wie Tom Hapke, Stard Ova und Künstlern wie Kay One, Pietro Lombardi, Leon Machere, Comedian Chris Tall und Victoria Swarovski tätig.
2018 wurde er als Gitarrist und Mitkomponist für den Titel Señorita von Kay One und Pietro Lombardi mit Platin ausgezeichnet. 2019 erreichte Señorita in Deutschland und Österreich mit einer Million verkaufter Einheiten Diamant-Status.
2022 wurde Maier für den Titel Cinderella von Pietro Lombardi für 200.000 verkaufte Einheiten als Gitarrist und Mitkomponist mit Gold ausgezeichnet.

## Diskografie
Alben
- Yesterday a Dreamer, Mai 2011 (Silvia Dias)

Singles
- Way Back Home for Christmas, November 2014, 3 Wochen Airplaycharts in Top 25 (Silvia Dias)
- Magnete, Februar 2015 (Robin Wick)
- Into the Light, Mai 2015 (Daniele Negroni)
- Señorita September 2017, (Kay One, Pietro Lombardi) 44 Wochen Deutsche Charts Peak Platz 1, 26 Wochen Österreichische Charts Peak Platz 1, 7 Wochen Schweizer Charts Peak Platz 7
- Portofino, Juni 2019, (Leon Machere & Kay One feat. Tilly) 7 Wochen Deutsche Charts Peak Platz 18, 3 Wochen Österreichische Charts Peak Platz 25, 1 Woche Schweizer Charts Peak Platz 68
- Macarena, August 2019, (Pietro Lombardi) 5 Wochen Deutsche Charts Peak Platz 3, 6 Wochen Österreichische Charts Peak Platz 6, 1Woche Schweizer Charts Peak Platz 6
- Copacabana, Juli 2020, (Leon Machere) 13 Wochen Deutsche Charts Peak Platz 13, 18 Wochen Österreichische Charts Peak Platz 18, 1 Woche Schweizer Charts Peak Platz 80
- Cinderella, Juli 2020, (Pietro Lombardi) 10 Wochen Deutsche Charts Peak Platz 4, 7 Wochen Österreichische Charts Peak Platz 11, 4 Woche Schweizer Charts Peak Platz 21
- Bachata, August 2020 (Kay one feat. Cristobal)